# Ochetellus vinsoni
Ochetellus vinsoni är en myrart som först beskrevs av Horace Donisthorpe 1946.  Ochetellus vinsoni ingår i släktet Ochetellus och familjen myror. Inga underarter finns listade i Catalogue of Life.

## Bildgalleri

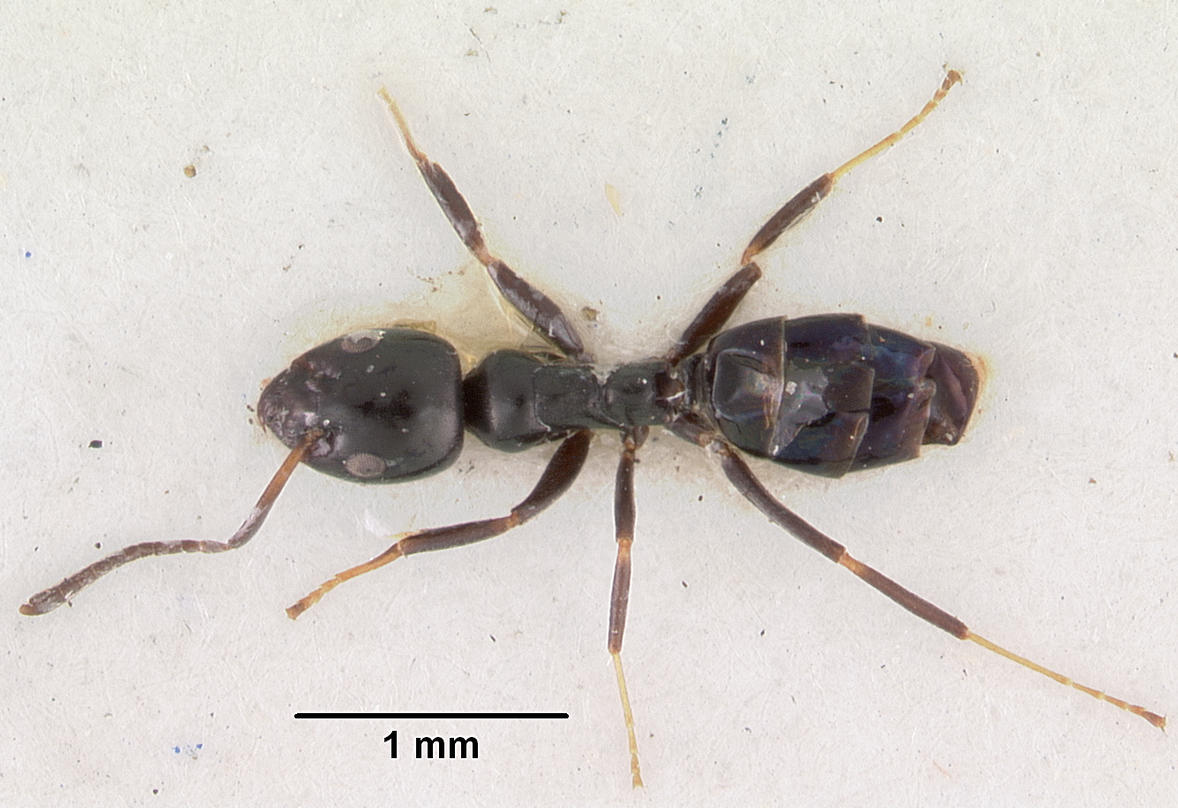
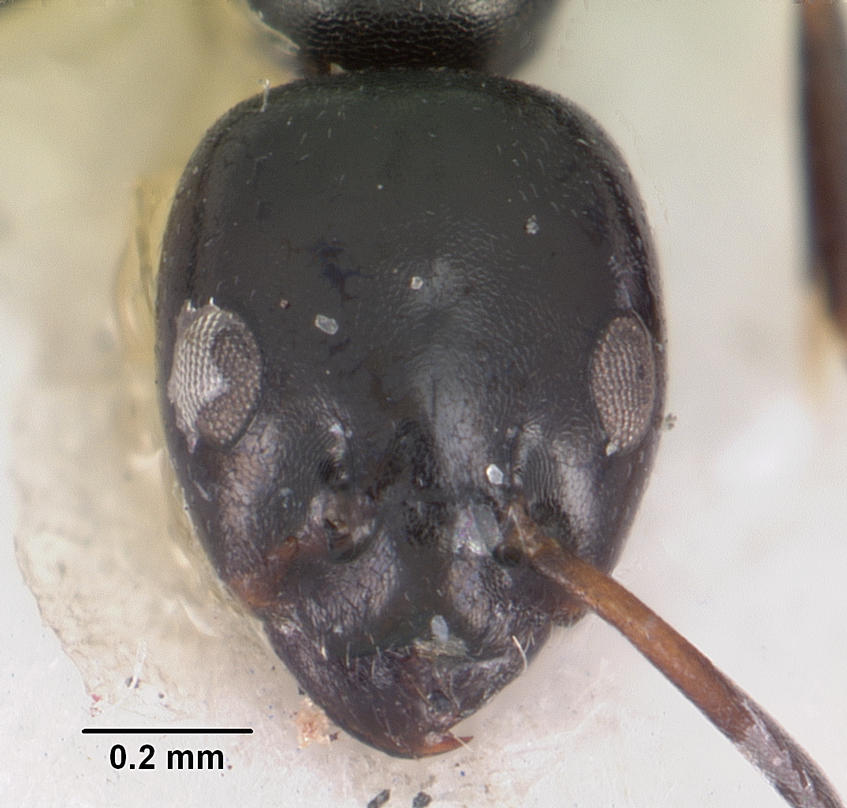
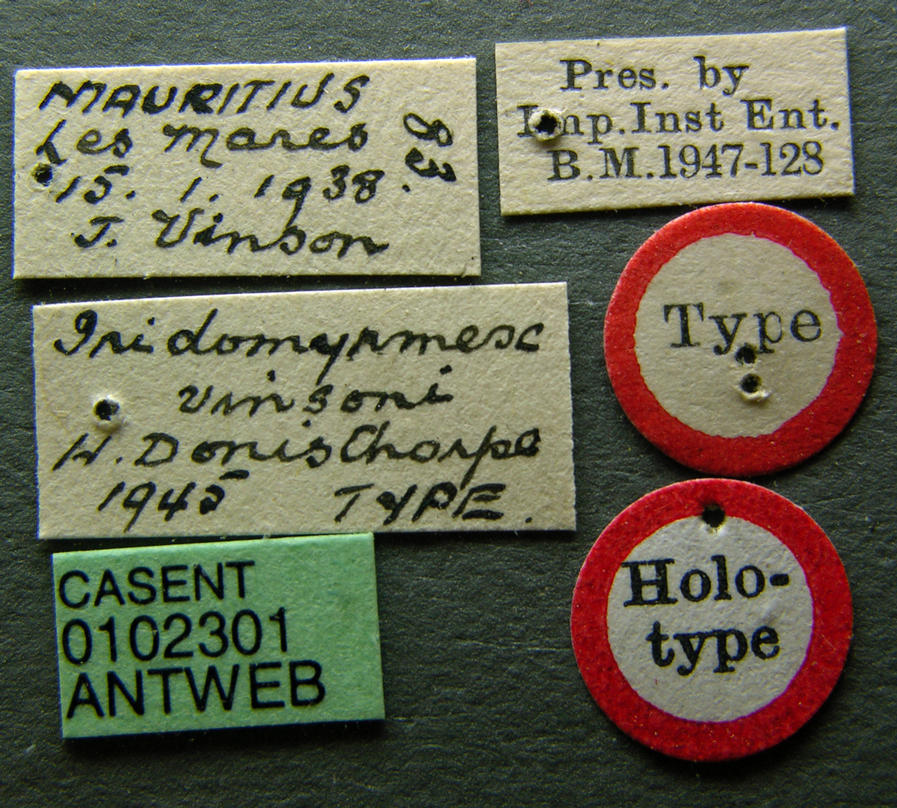
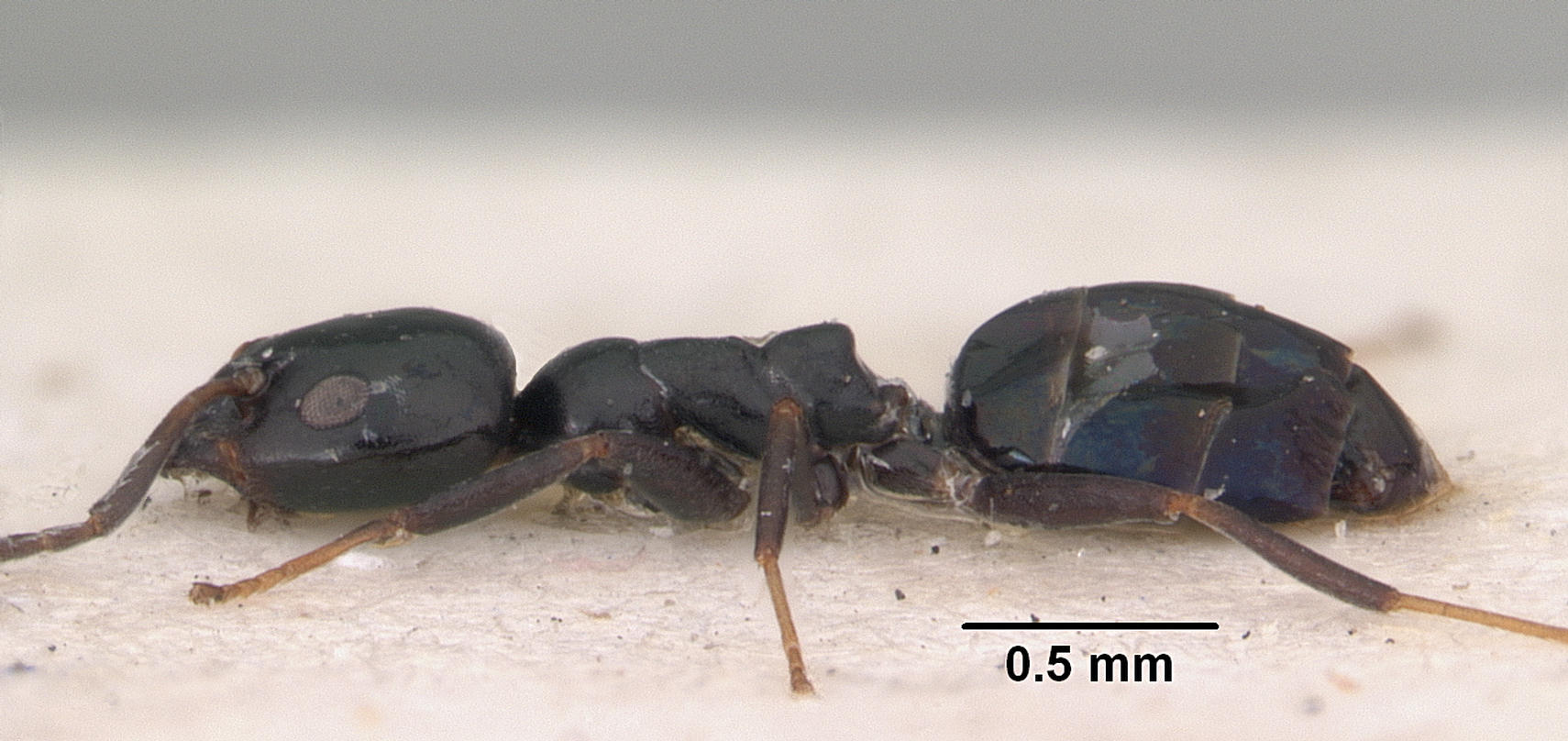
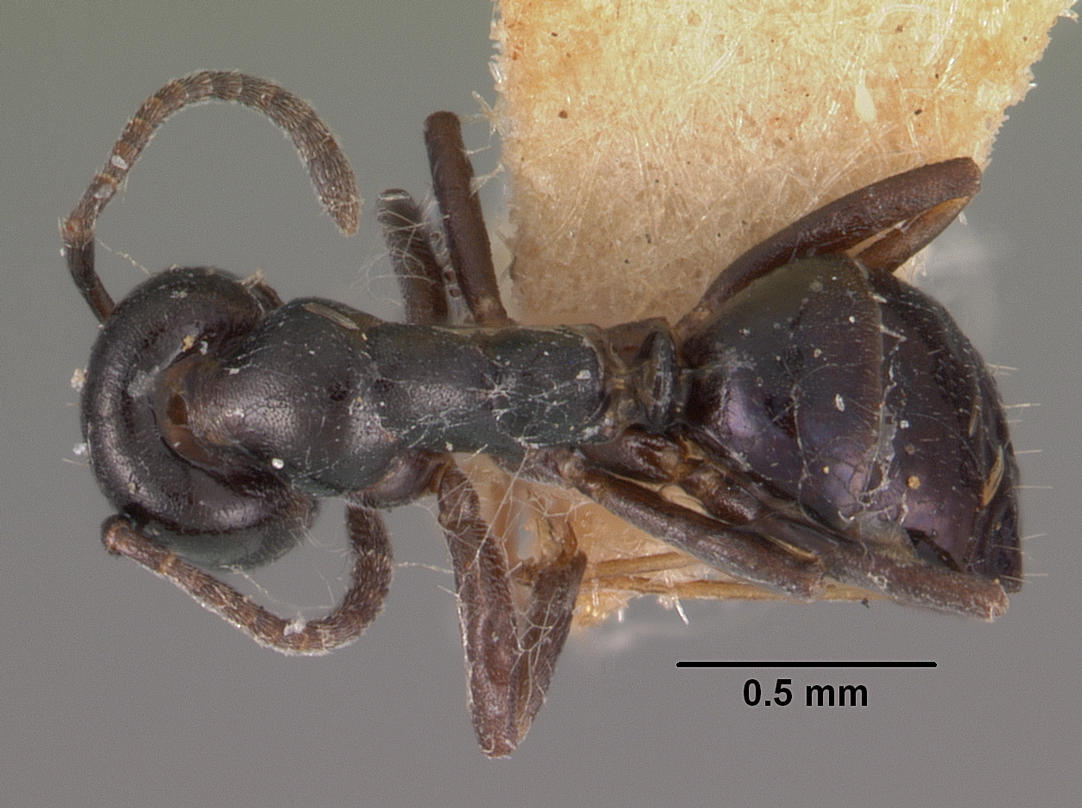
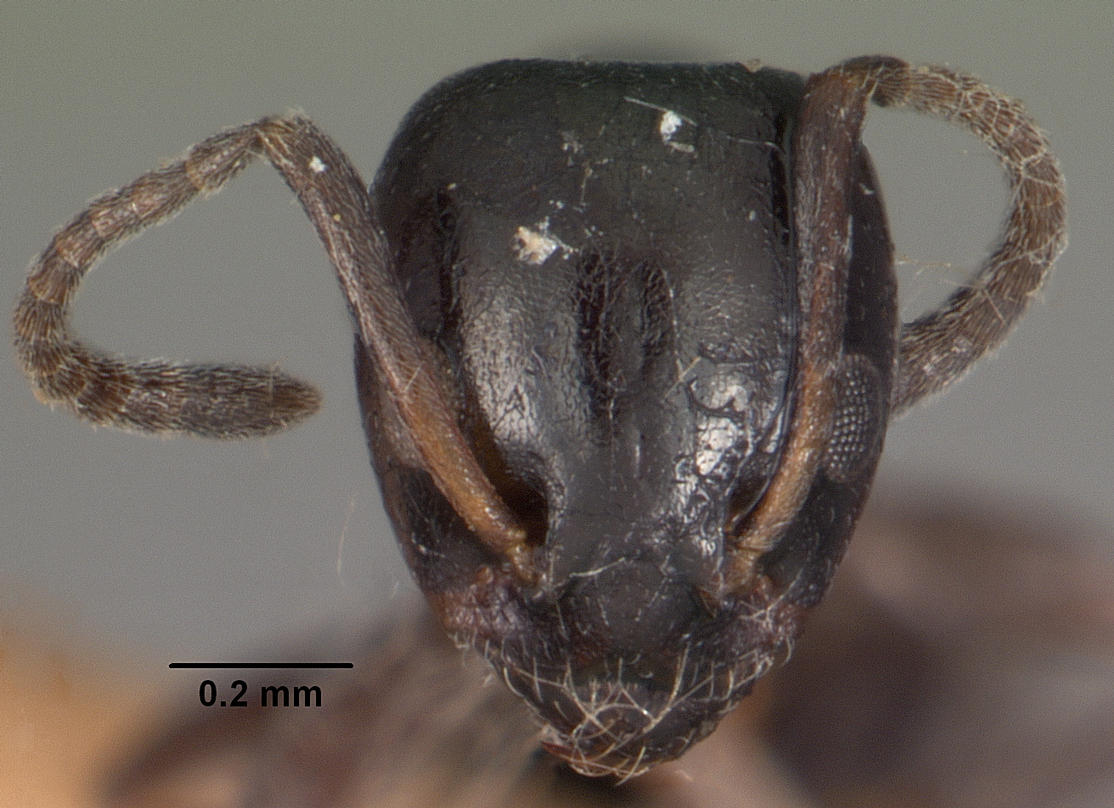